# Louis Chaduc
Louis Chaduc, né en 1564 à Riom et mort le 19 septembre 1638 à Riom, est un érudit de l'époque baroque, conseiller au présidial de Riom et antiquaire collectionneur.

## Biographie
Louis Chaduc naît en 1564 à Riom. Il étudie à Bourges le droit pendant cinq ans avec pour maître Cujas. Reçu conseiller au présidial de Riom en 1594, il consacre ses loisirs à l'étude des médailles et des camées antiques,.
De Rome, où il rencontre Bellarmin et d’autres savants, il rapporte des manuscrits, des livres rares, des marbres antiques, des médailles et plus de deux mille pierres gravées.

## Sa collection de pierres gravées
Les pierres sont réparties en quatorze classes rangées dans un ordre ascendant : gemmes chrétiennes (chapitre 1), divinités gréco-latines (2), femmes illustres grecques, romaines ou barbares (3)... Le chapitre 8 (Ityphalicae amuletae) correspond aux gemmes mentionnées par Peiresc comme obscènes dans une lettre à Rubens du 7 juillet 1623 et à Aléandre du 2 novembre 1623, dont les feuillets manquent dans le catalogue conservé à Clermont-Ferrand.

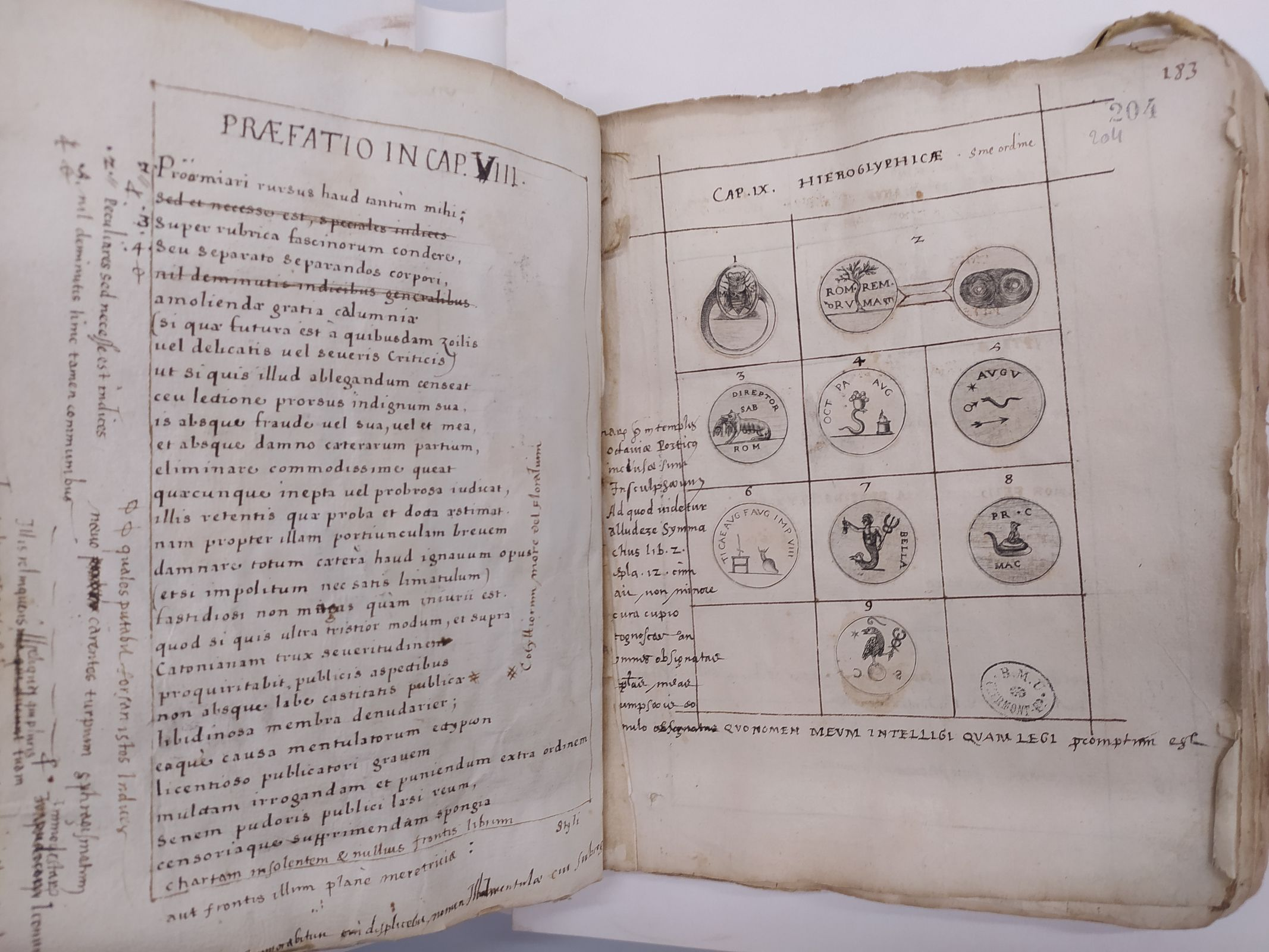
Catalogue de la collection de pierres gravées, avec le chapitre VIII manquant. Bibliothèque du patrimoine de Clermont Auvergne Métropole (Clermont-Ferrand), MS 389.

D'après Pierre Gassendi Louis Chaduc aurait fait passer pour anciennes des pierres qu'il aurait gravées lui-même.
À sa mort, son cabinet de médailles passe successivement à M. de Mesme, à Gaston de France et enfin au roi. La majeure partie de la collection Chaduc serait passée au Cabinet des Médailles, héritier de Sainte-Geneviève et légataire de Gaston d'Orléans.

## Sa bibliothèque

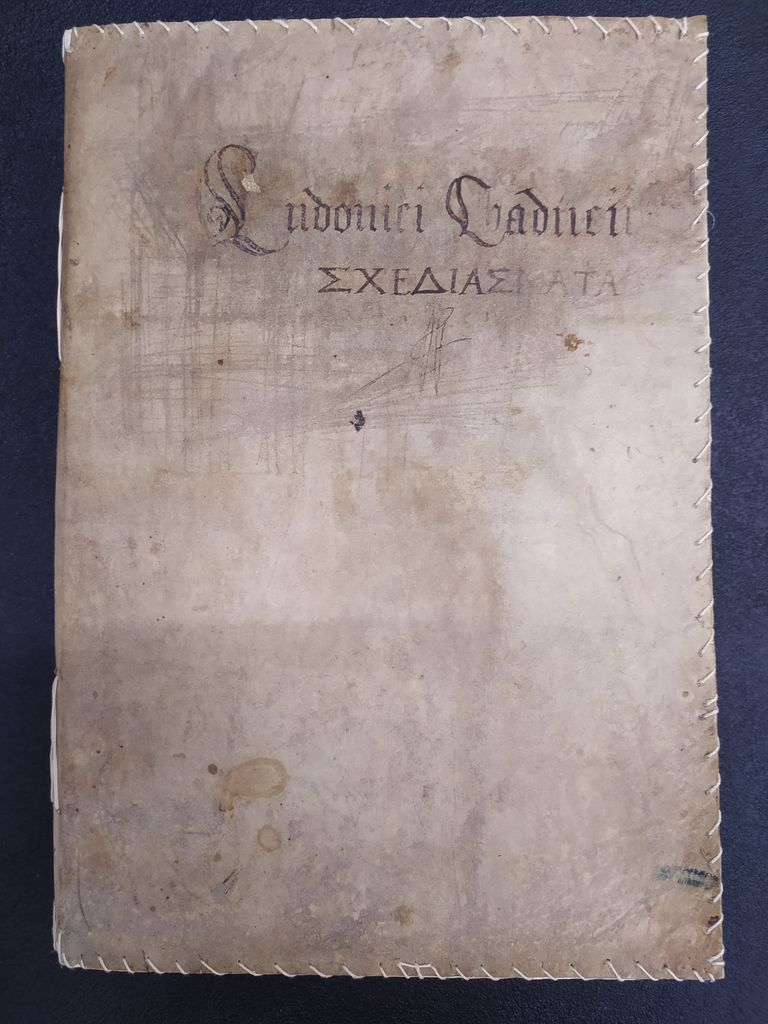
Plat supérieur du manuscrit des Schediasmata ou notes éparses de Louis Chaduc.

En 1633, il vend au moins 8 manuscrits à Julien Brodeau. 
La bibliothèque de Chaduc a été transmise - au moins en partie - à Michel Laville marié en 1631 avec sa fille Jeanne Chaduc, comme en témoignent des ex-libris sur des exemplaires conservés à la bibliothèque du patrimoine de Clermont Auvergne Métropole. Puis les livres sont passés dans la famille Pellissier de Féligonde par le mariage en 1653 de leur fille Claude Laville avec François Pellissier de Féligonde. En 1906 Claude Henri de Féligonde décède sans postérité et le château de Villeneuve-Lembron qui appartenait à la famille depuis 1754 et qui aurait contenu la bibliothèque, passe à son neveu Edmond de Thuret, mort en 1918.

### Manuscrits ayant appartenu à Chaduc conservés dans des institutions publiques

#### Paris
- Augustin d'Hippone, La Cité de Dieu. XIIe siècle. Paris, Bibliothèque nationale de France, Latin 2057[12].
- Louis Chaduc, Lampas Indiae novantiquae gemmariae, hoc est gemmarum antiquarum aposphragismata litterata, restituta et illustrata duo millia, ex Ludovici Chaducii, Arverni, in foro Ricomagensi consiliarii regii, dactylotheca, cum scholiis ductori[i]s et indicibus iisque locupletissimis Paris, Bibliothèque Sainte Geneviève, MS 1168[13].

#### Clermont-Ferrand
- Louis Chaduc, Ludovici Chaducii schediasmata, [1593-1604] : notes éparses, dont recueil de citations, notes sur les Arvernes, dessins du sarcophage de saint Just et de fragments de sarcophages sculptés. Clermont-Ferrand, Bibliothèque du patrimoine de Clermont Auvergne Métropole, MS 1513[14].
- Louis Chaduc, Lampas Indiae novantique gemmariae, hoc est gemmarum antiquarum litterata aposphragismata restituta et illustrata duo millia ex Ludovici Chaducii Caducei Ricomagensis in foro Arverno consiliarii regii Dactyliotheca cum indicibus locupletissimis et scholiis aliquot, ab anno  salutis christiano MDCXXVIII.  :  description des deux mille gemmes gravées de la collection de Louis Chaduc (1628) Clermont-Ferrand, Bibliothèque du patrimoine de Clermont Auvergne Métropole, MS 389[15].
- Tables du Cabinet des antiquités de L. Chaduc, MS 451.